# Rubizjne
Rubizjne (ukrainska: Рубіжне uttal (fil), ryska: Рубежное) är en stad i Luhansk oblast i östra Ukraina. Staden ingår i Sievjerodonetsk rajon och ligger vid floden Donets. Rubizjne beräknades ha 55 247 invånare i januari 2022.
Rubizjne bildar med Sievjerodonetsk och Lysytjansk ett större stadskonglomerat, som under 1900-talet utvecklades till ett av Ukrainas viktigaste centrum för kemisk industri.
Staden kom under rysk ockupation under Rysslands invasion av Ukraina 2022.